# Earl's Court Station
Earl's Court Station er en London Underground-station i Earls Court. Stationen er beliggende på hjørnet af Earls Court Road og Warwick Road. Den ligger på grænsen mellem takstzone 1 og 2.
På Piccadilly line er stationen mellem Barons Court og Gloucester Road. Desuden er stationen et stort knudepunkt for District line, med West Brompton, Kensington (Olympia) og West Kensington mod vest, High Street Kensington mod nord og Gloucester Road mod øst.

## Historie
Den 12. april 1869 åbnede Metropolitan District Railway (MDR, nu District line) spor gennem Earl's Court, som en del af en forlængelse mod sydvest fra deres station ved Gloucester Road til West Brompton, hvor MDR lancerede en skiftemulighed med West London Extension Joint Railway (WLEJR, nu West London Line). Ved åbningen havde forlængelsen ingen mellemliggende station.
1870'erne var et travlt årti for MDR. Den 3. juli 1871 åbnede MDR en nordlig forbindelse fra West Brompton-grenen, der gav forbindelse til Inner Circle (nu Circle line) syd for High Street Kensington. Kort efter, den 30. oktober 1871, åbnede MDR deres første station ved Earl's Court.
Den oprindelige station lå på østsiden af Earls Court Road frem for vestsiden, hvor den nuværende ligger. Den 1. februar 1872 åbnede MDR en nordgående gren vest for Earl's Court Station til WLEJR, hvilket der var forbindelse til ved Addison Road (nu Kensington (Olympia)). Fra denne dag begyndte "Outer Circle"-tog at køre på MDR's spor. Betjeningen blev kørt af North London Railway (NLR) fra sin endestation på Broad Street (nu nedrevet) i City of London via North London Line til Willesden Junction, herfra West London Line til Addison Road og MDR til Mansion House – MDR's nye østlige endestation.
Fra 1. august 1872 begyndte "Middle Circle"-tog også kørsler gennem Earl's Court fra Moorgate langs MR's spor på den nordlige side af Inner Circle til Paddington, herfra på Hammersmith & City Railway (H&CR)-spor til Latimer Road, videre, via en nu fjernet forbindelse, til West London Line til Addison Road og MDR til Mansion House. Betjeningen blev kørt i fællesskab mellem H&CR og MDR.
Den 9. september 1874 blev endnu en forlængelse, der førte MDR mod vest fra Earl's Court til West Kensington og Hammersmith, åbnet. Tog fra Earl's Court kunne således køre ad fem forskellige ruter, og stationens effektive drift var nøglen til MDR's succes. Uheldigvis gjorde stationens beliggenhed tæt på den østlige udfletning, at den oprindelige station var overbelastet. En brand den 30. november 1875 ødelagde stationen, og der blev bygget en mere omfattende erstatning vest for Earls Court Road. Den blev åbnet den 1. februar 1878.
Den 5. maj 1878 begyndte Midland Railway at køre en snørklet betjening, kaldet "Super Outer Circle", fra St Pancras til Earl's Court via Cricklewood og South Acton. Den kørte på en nu ubenyttet forbindelse mellem NLR og London and South Western Railways gren til Richmond (nu en del af District line). Betjeningen blev ikke en succes og ophørte den 30. september 1880.
I starten af det 20. århundrede underminerede konkurrence fra busser og de nye elektriske sporvogne passagertallene, og for at gøre sig mere konkurrencedygtig begyndte MDR at planlægge en elektrificering af deres baner. I seks måneder i 1900 kørte elektriske testtog på sporene mellem Earl's Court og High Street Kensington. Efter langtrukne forhandlinger med MR om elektrificeringsmetoden åbnede den første elektrificerde sektion af MDR i 1903. 1. juli 1905 begyndte elektriske tog også at køre gennem Earl's Court.
I det 20. århunderedes første årti skete der flere udviklinger på Earl's Court Station. Den 30. juni 1900 blev Middle Circle-togene indstillet øst for Earl's Court, der blev endestation for togene indtil 31. januar 1905, hvor togene igen blev beskåret til at vende på Addison Road. Den 15. december 1906 åbnede Great Northern, Piccadilly and Brompton Railway (GNP&BR, nu Piccadilly line) mellem Hammersmith og Finsbury Park, der betjener Earl's Court ved perroner i dybtliggende borede tunneler, anlagt under overfladestationen. Modsat på Gloucester Road og South Kensington, som ligeledes betjenes af både District og Piccadilly lines, var en ny elevatorbygning ikke nødvendig her. I stedet blev der fundet plads på den eksisterende station, og elevatorerne kørte direkte ned til perronniveau uden behov for mellemliggende trapper under jorden.
Den 31. december 1908 blev Earl's Court endestation for Outer Circle-togene, da betjeningen øst for stationen til Mansion House ophørte. Fra denne dag blev betjeningen kørt af London and North Western Railway (LNWR, efterfølger til NLR). Denne blev igen i 1912 reduceret, denne gang til en shuttleforbindelse mellem Willesden Junction og Earl's Court.
Elevatoradgangen blev suppleret i 1911 af London Undergrounds første rulletrapper. Disse gik fra nye gangtunneler under overfladeperronerne og ned til GNP&BR-perronerne. Fortællinger om en mand med ét ben, kaldet "Bumper Harris", der rejste på rulletrapperne hele dagen for at demonstrere deres sikkerhed, viste sig at være opdigtede, da London Transport Museum ikke har fundet noget bevis på dette. En ny stationsbygning på Earls Court Road blev opført efter design af Harry Ford i 1915.
Indgangen på Warwick Road blev ombygget mellem 1936 og 1937 i et moderne murstens- og glasdesign, der blev indført af London Underground i perioden.
Under 2. verdenskrig forårsagede bombeskader på West London Line en lukning af banen og shuttlen mellem Willesden og Earl's Court ophørte den 2. oktober 1940. Strækningen til Kensington (Olympia) blev genåbnet den 20. december 1946, men blev kun trafikeret når messer på Olympia var åbne.
En yderligere glasrotunde blev bygget på toppen af Warwick Court-indgangen i 1960'erne for at huse stationens driftslokale.
Mellem 1986 og 2011 kørte togene til Kensington (Olympia) at køre i hele driftstiden hele ugen, uanset om der er messe eller ej. I december 2011 har betjeningen igen kun kørt ved messer.
I 1990'erne blev yderligere elevatorer for svagtgående tilføjet fra District line-perronerne til en ny gangbro, der har forbindelse til den højtliggende gangbro, der forbinder de to stationsindgange.
I 2007-2008 blev stationens tag renoveret.
Stationen har høj bevaringsværdi af arkitektoniske og historiske interesser. Ved National Railway Heritage Awards i 2009 fik renoveringen af banegårdshallens tag en udmærkelse for arbejdets kvalitet.

## Betjeninger
Selvom det er teoretisk muligt for et tog at blive ledt fra hvilken som helst af Earl's Courts fem tilstødende District line-stationer til en anden, er driften i øjeblikket simplificeret ved en begrænsning af antallet af benyttede ruter som følger:
- Kensington (Olympia) til High Street Kensington
- West Brompton til High Street Kensington
- West Brompton til Gloucester Road
- West Kensington til Gloucester Road

## Navn
Siden begyndelsen af 1950'erne har stationsnavnet været stavet med en apostrof på netværkskortet, selvom navnet på lokalområdet generelt staves uden. Før 1950'erne viste netværkskort stationsnavnet uden apostroffen og på stationsbygninger har navnet fremstået forskelligt, både med og uden apostroffen. Navnet på lokalområdet har altid været vist med apostrof på Ordnance Survey-kort, og ligeledes af A-Z, mens andre kortfabrikanter ikke benytter en.
Nogle undrer sig over, om der er en begrundelse for, hvorfor apostroffen benyttes for Earl's Court Station, men ikke for den nærliggende Barons Court. William Palliser udviklede Barons Court-ejendommen. En bog fra foreningen af slægtsforskere skrevet med blyant af R. Burnet Morris, der kendte Sir William personligt, beskriver områdets historie. Morris erklærede Barons Court blev opkaldt "efter Sir Williams irske ejendomme," Baronscourt. Derfor skrives Earl's Court, modsat nabostationen, med en apostrof.

## Galleri
- Warwick Road-indgang med rotunden ovenpå.
- Afgangstavle på District line-perron
- District line-perronerne.
- District line østgående perron.
- District line-perronerne i 1999. Bemærk den travle trappe bag toget.

## Transportforbindelser
London buslinjer 74, 328, 430, C1, C3 og natlinjer N31, N74 og N97.